# Netchirvan Barzani
Pour les articles homonymes, voir Barzani.
Nêçîrvan Barzanî (en arabe : نێچیرڤان به‌رزانی), né le 21 septembre 1966 à Barzan, est un homme politique irakien, Premier ministre du Kurdistan irakien de mars 2006 à août 2009 et de mars 2012 à juin 2019, président du gouvernement régional du Kurdistan depuis le 10 juin 2019.

## Jeunesse
Nêçîrvan Barzanî est né à Barzan dans le Kurdistan irakien. Il est le petit-fils du fondateur du Parti démocratique du Kurdistan (PDK), Mustafa Barzani, et le neveu du président du Kurdistan irakien, Massoud Barzani. Son père Idris Barzani était aussi une figure du PDK.
En 1974, sa famille est forcée à l'exil en Iran. Le jeune Netchirvan accompagne souvent son père lors de visites officielles au Moyen-Orient et en Europe, ce qui préfigure sa future carrière politique. Après la mort soudaine de son père en 1987, il prend un rôle actif dans la vie politique kurde, notamment au sein des organisations pour la jeunesse du PDK.

## Carrière politique
Barzanî est élu au comité central du PDK lors du 10e congrès du parti en 1989, et est réélu en 1993 lors de son 11e congrès. Il entre à cette occasion au bureau politique. Après la première guerre du Golfe, il prend part aux négociations avec le gouvernement irakien. En 1996, il est nommé vice-Premier ministre de la région du Kurdistan irakien contrôlée par le PDK.
Après le processus d'unification de 2005 entre les principaux partis kurdes et la formation du Gouvernement régional du Kurdistan (KRG), des élections sont organisées et Barzani est nommé Premier ministre en mars 2006. Son mandat qui doit initialement s'achever en 2008, est prolongé jusqu'aux élections de 2009 après un accord entre les composantes de la coalition au pouvoir.
En septembre 2009, c'est un autre membre de la coalition, Barham Salih, qui succède à Barzani au poste de Premier ministre et exerce la fonction jusqu'en mars 2012. Barzani retrouve alors son poste dans le cadre d'un accord au sein de cette même coalition.
Lors de son premier passage en tant que Premier ministre, Netchirvan Barzani a supervisé les activités pétrolières du KRG, notamment un accord historique avec la Turquie en 2013. L'accord, qui selon Al-monitor, a été vivement critiqué pour son opacité, a permis aux Kurdes irakiens de vendre leur pétrole indépendamment de Bagdad via un pipeline spécialement conçu pour exporter des terminaux à Ceyhan sur la côte sud de la Méditerranée.
Le 28 mai 2019, il est élu président du gouvernement régional du Kurdistan et prend ses fonctions le 10 juin suivant. Son cousin, Masrour Barzani, avec qui il entretient une rivalité notoire, est nommé Premier ministre dès le lendemain par le Parlement, et forme un gouvernement le 10 juillet.